# 山口三郎 (陸軍軍人)
山口 三郎（やまぐち さぶろう、1884年（明治17年）7月24日 - 1965年（昭和40年）9月18日）は、大日本帝国陸軍軍人。最終階級は陸軍少将。功三級。

## 経歴
1884年（明治17年）に福岡県で生まれた。陸軍士官学校第18期、陸軍大学校第26期卒業。1930年（昭和5年）8月1日、陸軍歩兵大佐進級と同時に奈良連隊区司令官に着任した。1932年（昭和7年）3月11日に歩兵第25連隊長（第7師団・歩兵第13旅団）に転じたが、12月7日に第7師団司令部附となり、1934年（昭和9年）3月に本郷連隊区司令官に就任した。
1935年（昭和10年）8月1日に陸軍少将に進級し、歩兵第22旅団長（第11師団）に着任。1936年（昭和11年）8月1日に待命、8月28日に予備役に編入された。1938年（昭和13年）7月15日に召集され、歩兵第118旅団長（第1軍・第109師団）に就任し、日中戦争に出動。山西軍の掃蕩や、五台作戦、潞安での掃蕩などを戦い大なる戦果を収め、1940年（昭和15年）1月11日に召集解除となった。1945年（昭和20年）3月9日に召集され、歩兵第56旅団長（第13軍・第60師団）に着任。上海で連合軍の上陸に備える中で終戦を迎えた。
1947年（昭和22年）11月28日、公職追放仮指定を受けた。